# 김민정 (가수)
김민정(본명: 박민정)는 대한민국의 가수이다.

## 수상
- 2010년 제18회 대한민국 문화연예대상 성인가요 10대 가수상

## 데뷔
- 1990년 1집 앨범 '나루터'

## 음반
- 1990년 1집 나루터
- 2004년 2집 꿈
- 2014년 3집 기차역 연가